# Fede nuziale

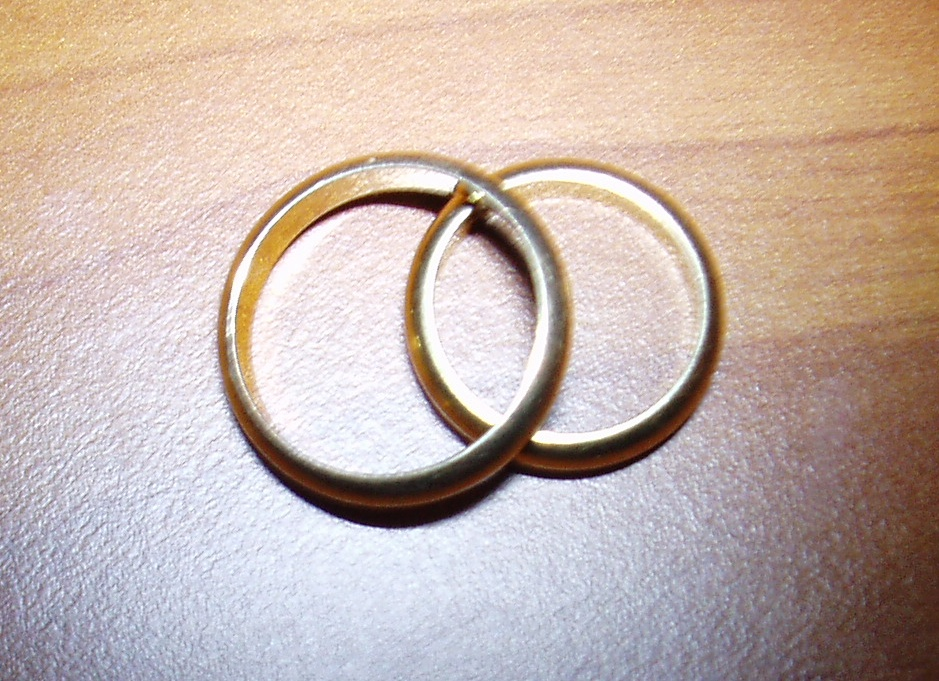
Fede nuziale di tipo classico.

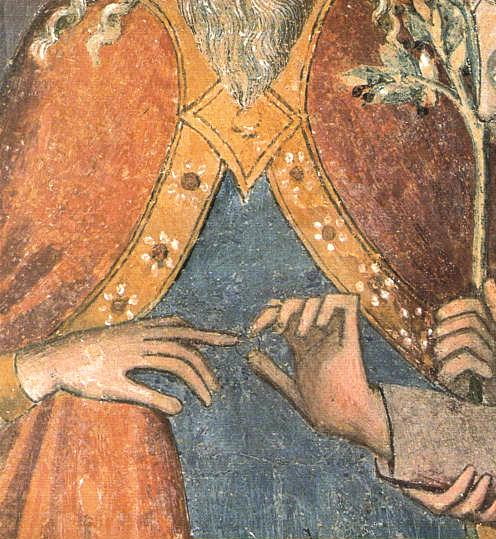
Una scena del matrimonio della Vergine in un affresco medievale, particolare delle fedi.

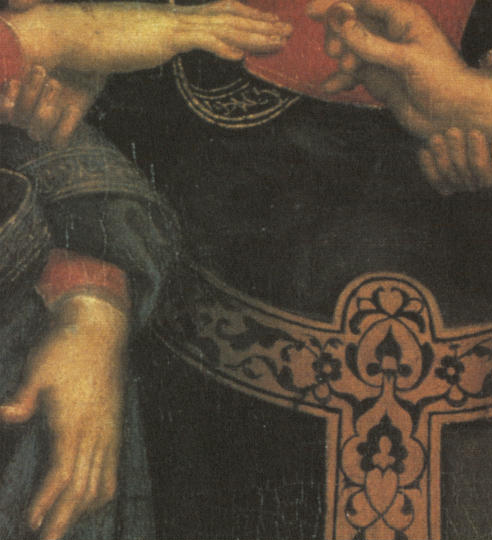
Le fedi nello Sposalizio della Vergine, Raffaello (1504).

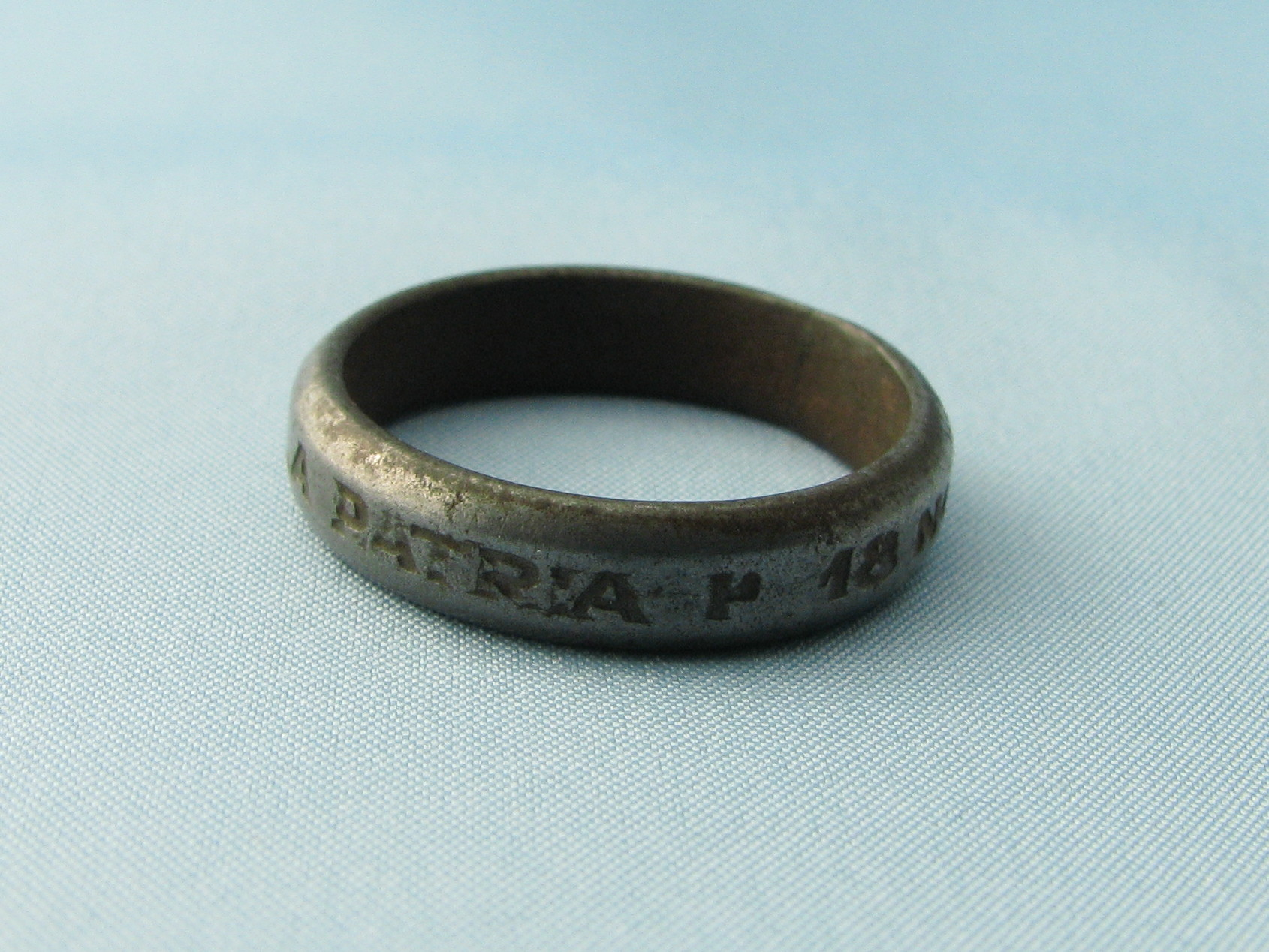
Fede di ferro che in Italia, a seguito delle sanzioni, veniva data a coloro i quali donavano la propria fede d'oro per sostenere lo sforzo bellico durante la guerra d'Etiopia

La fede (o vera) è un anello, generalmente in oro giallo, che viene scambiato nel rito del matrimonio dagli sposi come simbolo di legame e fedeltà per tutta la vita. La forma circolare simboleggia l'unione. La fede si indossa generalmente sulla mano sinistra al dito anulare, mentre nell'Europa Centro-Orientale, ed anche in Spagna (tranne Catalogna), si usa metterla a destra. Viene messa all'anulare perché vi è la credenza che di lì passi una piccola arteria che risalendo il braccio arriva direttamente al cuore. Sempre più spesso il tradizionale oro giallo viene integrato con o sostituito da oro bianco, rosso o dal platino.
Nel matrimonio cattolico è usanza popolare che le fedi vengano portate all'altare dal testimone o da un bambino detto paggetto, legate ad un cuscino di pizzo dove il celebrante le benedice prima dello scambio.
Secondo diversi costumi, l'anello nuziale è l'ultimo di una serie di regali che si scambiano gli sposi in segno di giuramento prima di unirsi nel matrimonio; tra questi doni è compreso l'anello di fidanzamento.
La fede pesa solitamente dai 3 g ai 16 g e può essere realizzata in differenti modelli:
- Classica, tonda e smussata.
- Mantovana, più alta e più piatta e di solito più pesante.
- Umbra, con l'incisione del volto di una donna o di una coppia divisi da un bouquet di fiori.
- Sarda, decorata come un pizzo chiacchierino. In Sardegna si usava anche, come anello di fidanzamento, "su maninfìde" (mani nella fede), in cui al posto del castone erano raffigurate due mani intrecciate, talvolta con un cuore al centro.
- Etrusca, piatta e decorata da scritte beneauguranti.
- Francesina, sottile e leggermente bombata.
- Ebraica, in filigrana smaltata con decorazione di perline.
- Platino, molto rara e costosa e quindi poco usata.
- Bicolore, costituita da due cerchi intrecciati di oro giallo e bianco.
- Tricolore, costituita da tre cerchi intrecciati di oro giallo, bianco e rosso.
- Unica, con incastonato un diamante.

## Posizione
La fede è generalmente portata al dito anulare. A seconda della nazione cambia la mano utilizzata per portare la fede, contrariamente ad un pensiero abbastanza diffuso in Italia, la posizione non è influenzata dalla religione come evidenziato nella tabella seguente:  
| Nazione     | Religione                                   | Mano della fede |
| ----------- | ------------------------------------------- | --------------- |
| Albania     | Cristiana, Musulmana                        | sinistra        |
| Italia      | Cattolica                                   | sinistra        |
| Portogallo  | Cattolica                                   | sinistra        |
| Romania     | Ortodossa                                   | sinistra        |
| Romania     | Cattolica                                   | sinistra        |
| Bulgaria    | Ortodossa                                   | destra          |
| Turchia     | Musulmana                                   | sinistra        |
| Francia     | Cattolica                                   | sinistra        |
| Regno Unito | Anglicana                                   | sinistra        |
| Svezia      | Protestante evangelico luterana             | sinistra        |
| USA         | Protestante                                 | sinistra        |
| Canada      | Cattolici, protestanti.e anglicani          | sinistra        |
| Brasile     | Cattolica                                   | sinistra        |
| Polonia     | Cattolica                                   | destra          |
| Spagna      | Cattolica                                   | destra          |
| Catalogna   | Cattolica                                   | sinistra        |
| Ucraina     | Ortodossa                                   | destra          |
| Ungheria    | Cattolica                                   | destra          |
| Ungheria    | Protestante                                 | destra          |
| Norvegia    | Protestante                                 | destra          |
| Germania    | Luterana protestante e cattolica            | destra          |
| India       | indù                                        | destra          |
| Colombia    | Cattolica                                   | destra          |
| Venezuela   | Cattolica                                   | destra          |
| Svizzera    | Protestanti Calvinisti e cattolici          | sinistra        |
| Paesi Bassi | protestanti evangelico luterani e cattolici | destra          |
| Russia      | Ortodossa                                   | destra          |
| Grecia      | Greco-ortodossa                             | destra          |
| Danimarca   | Protestante                                 | destra          |
| Austria     | Cattolica                                   | destra          |
| Finlandia   | Protestante evangelico luterana             | sinistra        |
| Islanda     | Protestante evangelico luterana             | sinistra        |
| Estonia     | Ortodossa e protestante                     | sinistra        |
| Peru        | Cattolica                                   | destra          |